# Giornata nazionale della donna
La giornata nazionale della donna, in inglese: National Women's Day, è una festività annuale del Sudafrica, che ricorre il 9 agosto. Fu istituita nel 1994 per commemorare una marcia di protesta di donne tenutasi nel 1956, contro l'obbligo del "lasciapassare" previsto per i cittadini neri del paese durante l'epoca dell'apartheid.

## La marcia del 1956

### Contesto
Nel 1950, il governo sudafricano istituì lo Urban Areas Act, noto anche informalmente come la "legge dei lasciapassare" (pass law). La legge prevedeva che i neri dovessero esibire uno speciale lasciapassare per entrare nelle aree urbane riservate ai bianchi. Questa restrizione riguardava inizialmente solo gli uomini, che erano spesso costretti a spostarsi per trovare lavoro. Negli anni successivi, circa 300.000 uomini all'anno furono arrestati per essere stati trovati senza lasciapassare in zone a loro vietate.
Nel 1956, il primo ministro Johannes Gerhardus Strijdom, del National Party, propose di estendere l'obbligo del lasciapassare alle donne. La nuova versione dell'Urban Areas Act prevedeva che le donne che volevano entrare in un'area urbana bianca esibissero una documentazione sul tipo di servizio per cui erano richieste, e si sottoponessero preventivamente a un esame medico obbligatorio.

### La marcia
Il 9 agosto 1956, 20.000 donne sudafricane scesero in piazza dirigendosi verso gli Union Buildings, sede del governo sudafricano a Pretoria. La manifestazione fu organizzata dalla Federation of South African Women (una organizzazione politica vicina all'African National Congress) e fu guidata da Lilian Ngoyi, Helen Joseph, Rahima Moosa, Albertina Sisulu e Sophia Williams-De Bruyn.
Il Primo Ministro Strijdom rifiutò di incontrarle. Le manifestanti consegnarono comunque agli uffici governativi una petizione in cui si diceva che la legge sui lasciapassare aveva causato "indicibili sofferenze a tutte le famiglie africane" e che la sua estensione alle donne (con i conseguenti, probabili arresti) avrebbe fatto sì che moltissimi bambini restassero soli e senza protezione. La petizione si concludeva con queste parole:
La petizione fu accompagnata da 100.000 firme. Consegnato il documento, le manifestanti osservarono 30 minuti di silenzio, per poi concludere la dimostrazione cantando. In particolare divenne celebre un inno in lingua xhosa composto per l'occasione:
Wathint` imbokodo uzo kufa!»
Da allora, la frase wathint' abafazi, wathint' imbokodo ("hai toccato le donne, hai toccato un macigno") è rimasta nell'uso in Sudafrica per riferirsi alla forza, alla determinazione e al coraggio delle donne.

## La marcia commemorativa del 2006
Il 9 agosto 2006 si è tenuta presso le Union Buildings una marcia commemorativa di quella del 1956, con la partecipazione di Albertina Sisulu, Sophie De Bruyn e altre veterane della protesta femminile anti-apartheid degli anni cinquanta. In tale occasione, la piazza in cui si erano radunate le manifestanti (in passato intitolata a Strijdom) è stata ribattezzata Lilian Ngoyi Square, in onore di una delle organizzatrici della marcia del 1956.

## La festività
Il National Women's Day fu istituito nel 1994, in seguito alla vittoria delle elezioni da parte di Nelson Mandela e dell'African National Congress, che pose fine al regime dell'apartheid.